# فرهنگ معاصر عربی-فارسی
فرهنگ معاصر عربی-فارسی بر اساس فرهنگ عربی- انگلیسی هانس ور کتابی از آذرتاش آذرنوش است که در سال ۱۳۷۹ منتشر و در مراسم کتاب سال جمهوری اسلامی ایران به‌عنوان کتاب برگزیده معرفی شد.

## نقد
عبدالنبی قیم نقد مفصلی بر این کتاب نوشته‌است.